# 紅蝽總科
红蝽总科（学名：Pyrrhocoroidea）也作红椿象总科，是昆虫纲半翅目蝽次目（椿象下目）的一个总科，仅有红蝽科（Pyrrhocoridae）和大红蝽科（Largidae）2个科。